# La Puebla de Híjar
La Puebla de Híjar (aragónul La Puebla d'Íxar) település Spanyolországban, Teruel tartományban. La Puebla de Híjar Híjar, Vinaceite, Almochuel, Azaila, La Zaida, Sástago, Jatiel és Samper de Calanda községekkel határos. Lakosainak száma 934 fő (2024).

## Népesség
A település népessége az utóbbi években az alábbiak szerint változott:
| Lakosok száma | 1078 | 1013 | 1005 | 1024 | 982  | 965  | 944  | 897  | 914  | 934  |
|               | 2001 | 2004 | 2007 | 2009 | 2012 | 2014 | 2017 | 2019 | 2022 | 2024 |